# Collegiata di Santa Maria Assunta (Positano)
La collegiata di Santa Maria Assunta è una collegiata ubicata a Positano. 

## Storia
Seconda la leggenda, un veliero proveniente dall'Oriente, incappò in una bonaccia al largo delle coste di Positano: i marinai cercarono di farlo ripartire gettando in mare parte del carico, ma ogni tentativo risultò vano. Fu così che si udì una voce gridare: "Posa, posa"; l'equipaggiò intuì che doveva riferirsi a una icona della Vergine che portavano con loro e puntando la prua verso terra la nave ritornò a muoversi. Giunti sulla spiaggia regalarono l'immagine agli abitanti del luogo, i quali la portarono in una chiesa nei pressi della piazza; il mattino successivo però, questa venne ritrovata nei pressi della spiaggia in un cespuglio di ginestre: si decise quindi di edificare una chiesa nel luogo del ritrovamento.

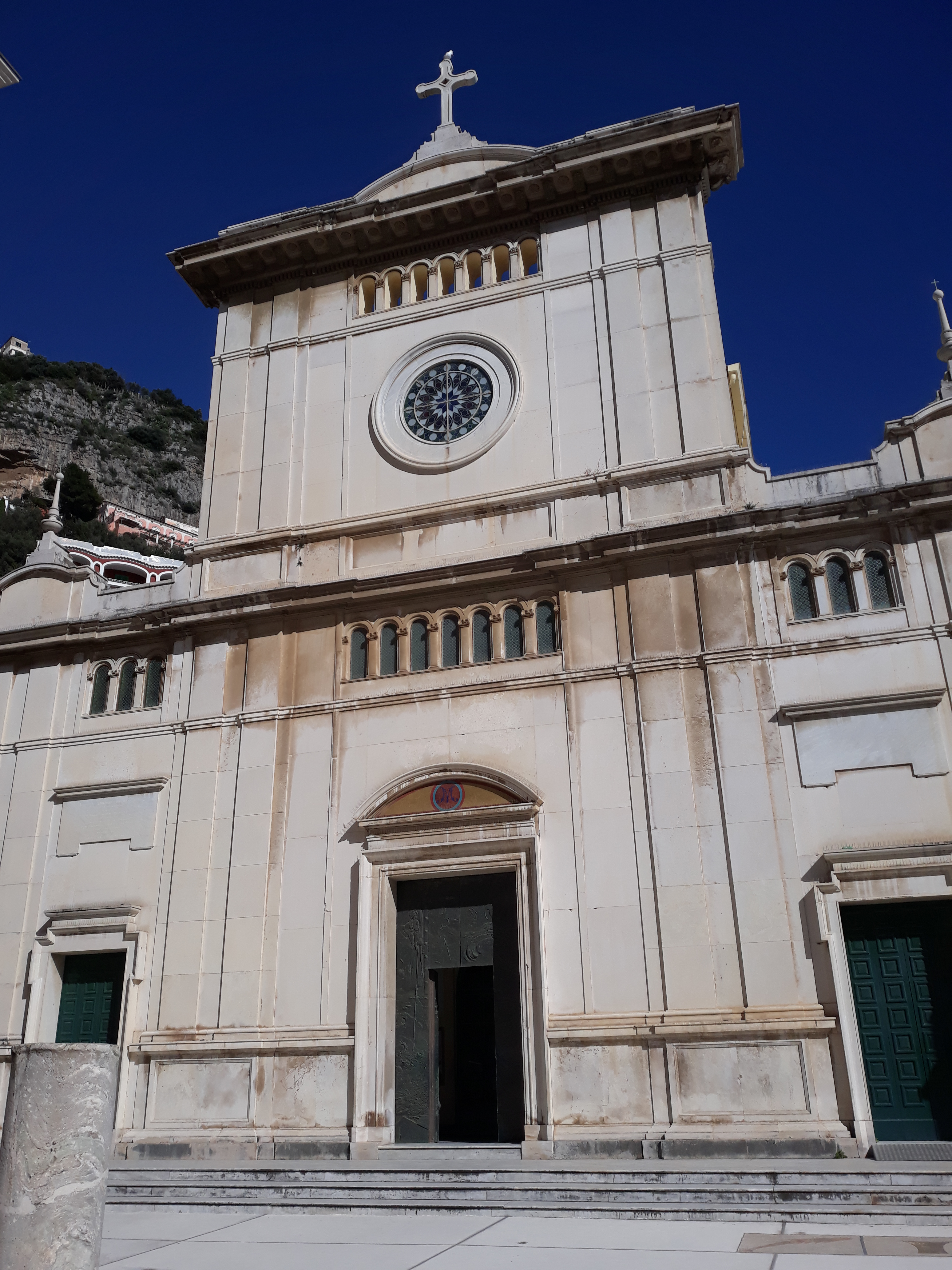
Facciata

In realtà, è probabile che l'icona sia giunta a Positano intorno al XII secolo, trasportata da monaci benedettini che frequentavano le rotte commerciali dell'Italia meridionale e che qui avevano un monastero abbaziale. Infatti le origini della chiesa possono essere datate intorno all'VIII quando sorse un primo insediamento monastico, sui resti di una villa romana distrutta durante l'eruzione del Vesuvio del 79. Documenti che ne testimoniano l'esistenza risalgono al 994, 1009 e 1071; è dell'XI secolo il documento che consente la libera navigazione delle acque del ducato di Sorrento all'abate Mansone da parte del duca Sergio, mentre è del 14 giugno 1159 il documento che testimonia la dedica della chiesa in onore di Maria da parte del vescovo di Amalfi Giovanni II. Questa nuova consacrazione è dovuta presumibilmente al fatto che la chiesa venne ricostruita o comunque totalmente restaurata, in stile romanico. La nuova consacrazione comportò anche un cambiamento nella dedicazione della chiesa, che fino ad allora era intitolata a San Vito-
Con il passare del tempo l'abbazia aumentò sia le sue ricchezze che i possedimenti i quali si estendevano fino ad Amalfi e Sorrento.
Nel XV secolo iniziò la fase di declino: nel 1440, l'abate Antonio Acciappaccia, forse a causa delle continue incursioni di predoni di origine saracena o cilentana, lasciò la chiesa e l'adiacente abbazia insieme al resto dei monaci per rifugiarsi in quella di Cava. Nel 1441 l'abbazia fu dichiarata Commenda Secolare e venne affidata a degli abati commendatari, come Nicola Miroballi, poi divenuto vescovo di Amalfi, e Vincenzo Maria Orsini, futuro papa Benedetto XIII, i quali però a loro volta l'affidarono a dei vicari: proprio nel 1441 la struttura venne in quale modo riparata, almeno negli interni, visto il suo stato fatiscente. Dalle visite pastorali che si tennero nel corso della seconda metà del XVI secolo, è risaputo che la chiesa godette di un certo decoro ed era costituita da una struttura a navata unica, pavimento a mosaico, una cripta e un chiostro; in documenti del 1599 e del 1600 risulta invece che fosse nuovamente in uno stato di decadenza. Per volere dell'abate Pirro Giovanni Campanile, dei lavori di restauro si eseguirono tra il 1602 e il 1617, durante i quali tutte le funzioni furono spostate nell'adiacente chiesa di San Vito. Tuttavia già nel 1692 è descritta ancora una volta in rovina: risultano danneggiati il tetto, il pavimento e la cupola, oltre al fatto che, tra il 1711 e il 1712, per volere del vescovo Michele Bologna, venne spogliata di alcuni materiali per essere riutilizzati nel restauro del duomo di Amalfi.
La situazione restò precaria, nonostante alcuni interventi come la costruzione nel nuovo campanile nel 1707, quella dell'altare maggiore in marmo nel 1740, il restauro del presbiterio e la posa della nuova pavimentazione nel 1766. La precarietà durò fino agli anni 1777-1778, quando la chiesa fu dapprima sconsacrata e poi sottoposta a una totale ristrutturazione: furono edificate le due navate laterali, la cantoria, la nicchia per l'icona dalla Vergine e il coro ligneo, fu sostituita la pavimentazione e aggiunte decorazioni in stucco e oro tipiche del gusto barocco. La chiesa venne consacrata il 10 agosto del 1783 dal vescovo Antonio Puoti e il 15 agosto successivo pose sull'icona della Madonna una corona d'oro. Fu in questo periodo inoltre, forse il 12 aprile 1783 o nel 1781, che venne elevata a collegiata, mentre nel 1791 divento proprietà del Regno e, nel 1796, o già nel 1781 o 1791, venne istituita la parrocchia di Santa Maria Assunta. Altri lavori si tennero tra il 1882 e il 1883 quando furono rifatte le decorazioni interne in stile neoclassico. Nel 1889 venne posato il definitivo pavimento in marmo, in sostituzione di quello maiolicato. Nel 1926-1927 venne invece rifatta la facciata a cura di Michele Chioccarelli. Negli anni 1960 e 1963 avvennero, rispettivamente, il rifacimento della cantoria e il restauro del campanile. Alla fine degli anni 1970 la chiesa venne adattata ai canoni dettati dal Concilio Vaticano II: i lavori si conclusero il 10 maggio 1978.

## Descrizione

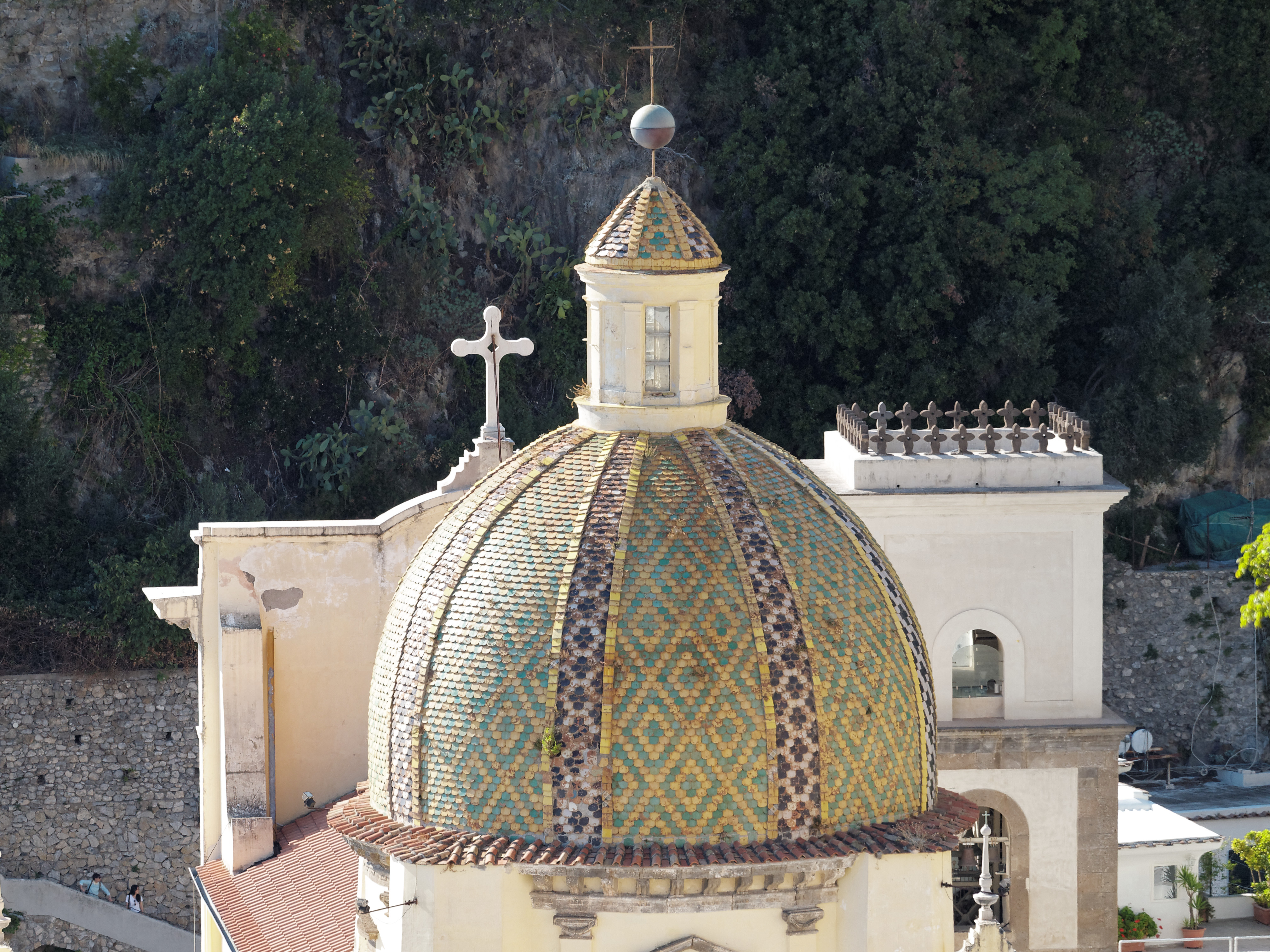
Cupola

La collegiata sorge sulla sommità di una collina alluvionale, adiacente alla spiaggia, sui resti di un'antica villa romana, risalente al periodo compreso tra il I secolo a.C. e il I secolo, riscoperta nel 1758; adiacente alla chiesa è un sagrato di forma rettangolare che costituisce anche una terrazza panoramica, affacciandosi sulla spiaggia sottostante. La facciata è rivestita di marmo di Trani e presenta tre portali d'ingresso: quello centrale in bronzo, di dimensioni maggiori, è incastonato in una cornice e termina con un timpano a sesto ribassato, mentre i due laterali, sono di dimensioni minori, sormontati da lapidi commemorative. La facciata si completa nella parte alta con un rosone a vetri policromi e termina a vela, su cui è posta una croce. La verticalità della facciata nasconde la visuale della cupola, esternamente rivestita da ambrogette maiolicate verdi, blu e gialle e dotata di lanternino centrale con cupola conica.
Internamente la chiesa è forma di croce latina ed è divisa in tre navate: quella centrale, con volta a botte lunettata, venne costruita con la tecnica della camera a canne. La navata centrale è separata dalle due laterali tramite una serie di cinque archi a tutto sesto poggianti su pilastri a base quadrata con capitelli ionici. I due pilastri più prossimi all'ingresso presentano ciascuno una rispettiva acquasantiera in marmo; tali acquesantiere sono ornate da sculture in rilievo raffiguranti la Madonna col Bambino. La pavimentazione è in marmo bianco e grigio scuro e, nella zona del presbiterio, assume la forma a stella: in quest'ultima zona si riscontra una porzione dell'originario pavimento a mosaico. Superato l'ingresso principale, nella controfacciata è posta la cantoria con organo dell'anno 2000; sulla destra è il fonte battesimale. Lungo la navate laterali si aprono su ogni lato quattro cappelle, intercomunicanti tra loro, tutte con volta a botte e altare in marmo: in quella di sinistra, che presenta sul fondo un quadro di Cristo con la croce del XVI secolo, in origine posto nella cappella del Santissimo Sacramento, sono le capelle di San Nicola di Bari, dove è presente un presepe napoletano del XVIII secolo, la cappella di San Vito, con il busto in legno del santo e rifiniture in argento, del XVI secolo, di scuola napoletana, la cappella dell'Annunziata e quella del Crocifisso, oltre ad un ulteriore porta d'ingresso, mentre sulla destra la cappella di San Biagio, la cappella dell'Immacolata, quella di Sant'Antonio e quella di Sant'Anna, per terminare con l'ingresso alla sacrestia, la quale si presenta a pianta quadrata con copertura a volta. Alla confluenza tra la navata destra e il transetto, nell'arco, sul lato destro è posto un bassorilievo, forse un reliquiario di san Vito, del 1506, mentre sulla sinistra una lapide del 1600 ricorda la nomina ad abate di Pirro Giovanni Campanile, sormontata dal suo stemma. L'arco trionfale separa la navata centrale dal transetto: nell'area centrale, quattro pilastri, su uno dei quali è posto un pulpito in legno del 1781, sorreggono il tamburo finestrato che a sua volta sostiene la cupola a sesto rialzato; l'arco trionfale presenta inoltre lo stemma comunale di Positano, opera scolpita in legno dorato. A sinistra del transetto è posto il dipinto della Madonna del Carmine, proveniente dalla certosa di Serra San Bruno, mentre sulla destra è quello della Circoncisione, opera di Fabrizio Santafede del 1599. L'altare maggiore è caratterizzato da un'edicola a tempio, con colonne binate in ordine ionico e pareti in marmo e stucchi, all'interno della quale è posta l'icona bizantina della Vergine. Ai lati dell'abside poligonale poggia il coro in noce di legno; all'estremità destra, in una nicchia, è la statua dell'Addolorata, mentre a sinistra, in un'altra nicchia, è la statua di Cristo alla colonna di Michele Trillocco, del 1798. Sulla sinistra del presbiterio è collocata la cappella del Santissimo Sacramento e sulla destra quella di Santo Stefano, con statua della Madonna con Bambino del XVIII secolo.

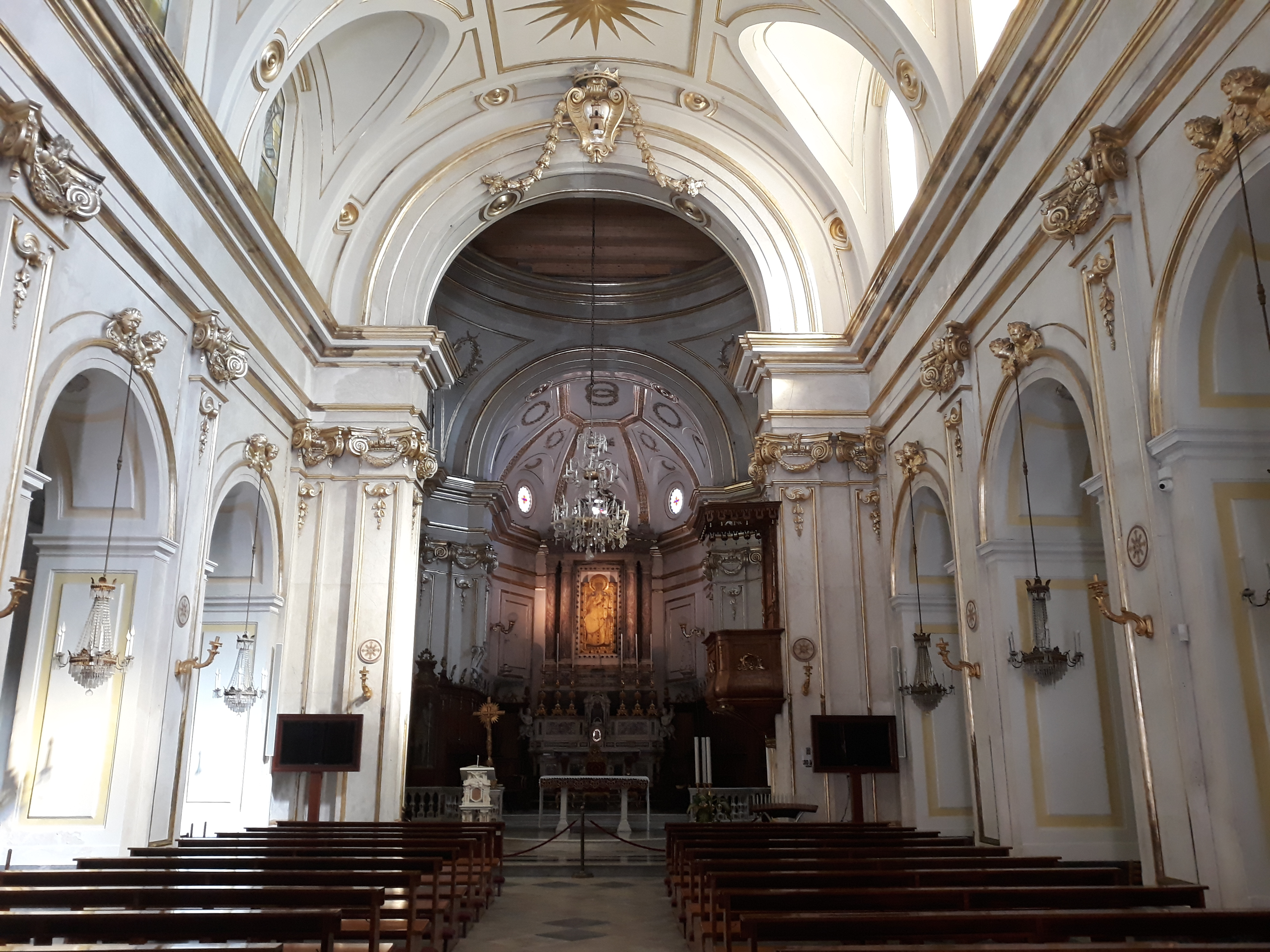
Interno

Al di sotto dell'abside è posta la cripta: l'accesso avveniva un tempo, tramite una scalinata, direttamente dalla chiesa, successivamente murata; il nuovo ingresso è aperto sulla strada. La cripta venne realizzata antecedentemente rispetto alla chiesa e dalle fonti si evince che era dotata di cinque altari, di cui uno, quello centrale, dedicato alla Natività. Nel corso del XVII secolo venne ampliata e adibita a cimitero, evento che portò anche alla costruzione degli scolatoi: con il divieto di seppellire i morti all'interno della città, nel 1806 la cripta venne chiusa e murata. Fu restaurata tra il 2005 e il 2009, anno in cui fu riaperta al pubblico. Alterata rispetto alla forma originaria, in quanto parte di essa è stata inglobata nelle costruzioni circostanti e le navate laterali occupate dai pilastri che sostengono la cupola della chiesa, ha una forma quadrangolare, con abside sul fondo e colonna centrale da cui si dipartono gli archi trasversali che dividono l'ambiente in due campate con volta a botte: gli archi poggiano su colonne di reimpiego provenienti dalla sottostante villa romana. Nei pressi della vecchia gradinata che conduceva alla chiesa è possibile scorgere gli unici resti di affreschi.
Esternamente è il campanile: edificato grazie al contributo di un frate cappuccino anonimo nel 1707, come ricordato da una lapide posta sulla parete esterna della chiesa, che andò a sostituire il precedente, si presenta a pianta quadrata e si innalza per quattro livelli, per terminare con un terrazzo protetto da un parapetto. Il primo livello ospita l'ingresso costituito da un arco sormontato da un bassorilievo di epoca medievale raffigurante una pistrice attorniata da sette pesci e, sotto a questi ultimi, una volpe. Il bassorilievo è a sua volta dominato da una lapide posta nel 1902 in memoria di Flavio Gioia. Il campanile è intonacato in bianco, mentre gli spigoli, le cornici e i marcapiani sono in tufo nero.